# Luminița Dinuová
Luminița Dinuová (rozená Huțupanová; * 6. listopadu 1971 Piatra Neamț) je bývalá rumunská házenkářka, brankářka. S rumunskou ženskou házenkářskou reprezentací získala stříbrnou medaili na mistrovství světa v roce 2005, kde byla vyhlášena nejlepší brankářkou i hráčkou turnaje. Za národní tým odehrála celkem 199 zápasů, a přestože byla brankářkou, má na svém kontě deset gólů za reprezentaci, většinou ze sedmiček. Třikrát vyhrála neprestižnější klubovou soutěž Evropy, Ligu mistrů, dvakrát se slovinským klubem Krim Lublaň (2001, 2003) a jednou s makedonským klubem Kometal Gjorče Petrov Skopje (2002). S rumunským SCM Râmnicu Vâlcea vyhrála v roce 2007 Pohár vítězů pohárů. V roce 2011 byla v anketě Mezinárodní házenkářské federace vyhlášena nejlepší brankářkou všech dob.